# Stade du 9 janvier
Le Stade du 9 janvier (en portugais : Estádio Nove de Janeiro), également connu sous le nom de Stade municipal du 9 janvier (en portugais : Estádio municipal Nove de Janeiro), est un stade de football brésilien situé dans la ville de Pau dos Ferros, dans l'État du Rio Grande do Norte.
Le stade, doté de 2 000 places et inauguré en 1972, sert d'enceinte à domicile aux équipes de football du Clube Centenário Pauferrense et de la Sociedade Esportiva Pauferrense.

## Histoire
Le stade, qui appartient à la ville, est inauguré le 28 janvier 1972.
Le record d'affluence au stade est de 1 988 spectateurs, lors d'une défaite 3-1 du Centenário contre l'ABC FC le 31 janvier 2010.